# Улар гімалайський
Улар гімалайський (Tetraogallus himalayensis) — вид куроподібних птахів родини Фазанові (Phasianidae).

## Поширення
Улар гімалайський поширений у горах Центральної Азії (Гімалаї, Куньлунь, Памір, Тяньшань, Наньшань). Ареал виду простягається на північному заході Індії, заході Непалу, заході Китаю, півночі Пакистану, сході Афганістану, у частині Таджикистану та Киргизстану, на сході Казахстану. Інтродукований у США в Неваді.

## Опис
Досить великий птах, вагою 2-3,3 кг. Спина, верхні криючі хвоста і крила сірого забарвлення з коричневими включеннями. Голова попелясто-сіра, горло й боки шиї білі, облямовані коричневою смугою. Воло кремового відтінку з поперечними чорними плямами. Між зобом і черевом проходить широка кремова смуга. Черево темно-сіре. Самиця відрізняється від самця меншими розмірами і відсутністю шпор.

## Спосіб життя
Населяє верхній пояс альпійських схилів і субальпійських лугів з виходами скель на висоті 900-3300 м, влітку може підніматися до 5000 м (у Гімалаях). Гніздиться окремими парами. Парування відбувається у березні. Самиця будує гніздиться під каменем, в порожнині скель або на землі. Гніздо будується з сухих стебел трави та гілок, і вистилається травою і пір'ям. Кладка з 5-16 яєць, самиця відкладає по одному яйцю раз в два дні. Пташенята з'являються на світ в середині травня — кінці червня. Молодняк залишається у виводку з одним або двома батьками до вересня — жовтня, коли птахи збираються в зграї на південних порослих рослинністю схилах.